# TOKIO ONE
TOKIO ONE（トキオ・ワン）は、2000年4月から2002年3月までJ-WAVEで放送されていたラジオ番組である。

## 概要
2000年3月までは平日朝のワイド番組としてTOKIO TODAYが放送されていたが、ジョン・カビラが1年間続いた長期休養を終えてナビゲーターに復帰するのを機に、新たにTOKIO ONEとして放送を開始した。2002年3月に番組は終了し、翌4月からはJ-WAVE GOOD MORNING TOKYOにリニューアルされた。それにともないこの時期の前後からJ-WAVEの番組名やコーナー名で東京を表す英語の大部分がTOKIOからTOKYOに変わることとなった。

## 放送時間
- 月曜-金曜 6:00-9:00

## ナビゲーター
- ジョン・カビラ

## 主なコーナー

### 番組開始期
（2000年4月期）
- 6:30-6:40 TOKIO INCONTROL
- 7:15-7:25 TOKIO GaBBaTT
- 7:30-7:40 TOKIO LINGO!
- 7:45-7:55 MASTERS OF SOUND
- 8:30-8:40 POWER CONNECTION

### 番組終盤期
（2001年10月期）
- 6:15-6:25 TOKIO CALCIO
- 6:40-6:50 TOKIO CROSSING
- 7:15-7:25 CHECK & CHECK
- 7:30-7:40 TOKIO LINGO!
- 8:15-8:25 TOP OF THE WORLD
- 8:30-8:40 POWER CONNECTION